# ラブレター (3776のアルバム)
『ラブレター』は、2014年12月28日にリリースされた3776のCD。

## 概要
井出ちよのがソロになった3776Season#3初のCD。
収録曲「時空ラブレター～アフター大噴火の世界の君へ～」は20分に及ぶ長尺で、2017年4月22日に発売されたアナログ盤ではB面全てを占めている。

## 収録曲
- 全作詞・作曲：石田彰

1. 温暖湿潤山ガール
2. デジタルネイティヴ
3. 誰かのモノです
4. A∩B
5. 時空ラブレター~アフター大噴火の世界の君へ~
6. 温暖湿潤山ガール [Instrumental]
7. デジタルネイティヴ [Instrumental]
8. 誰かのモノです [Instrumental]
9. A∩B [Instrumental]
10. 時空ラブレター~アフター大噴火の世界の君へ~ [Instrumental]
11. (答え合わせ)